# Società Sportiva Barletta 1969-1970
Questa pagina raccoglie le informazioni riguardanti la Società Sportiva Barletta nelle competizioni ufficiali della stagione 1969-1970.

## Rosa
| N. |                   | Ruolo | Calciatore         |
| -- | ----------------- | ----- | ------------------ |
|    | Italia (bandiera) | C     | Filippo Amici      |
|    | Italia (bandiera) | C     | Sergio Bonassin    |
|    | Italia (bandiera) |       | Cariati            |
|    | Italia (bandiera) | C     | Giampietro Cattani |
|    | Italia (bandiera) | P     | Alberto Corti      |
|    | Italia (bandiera) | P     | Giuseppe De Fidio  |
|    | Italia (bandiera) | A     | Giorgio Esposito   |
|    | Italia (bandiera) | P     | Mario Filippini    |
|    | Italia (bandiera) | A     | Natale Filippini   |
|    | Italia (bandiera) | A     | Cataldo Gambino    |

| N. |                   | Ruolo | Calciatore            |
| -- | ----------------- | ----- | --------------------- |
|    | Italia (bandiera) | C     | Paolo Natale Graziano |
|    | Italia (bandiera) | D     | Angelo Milillo        |
|    | Italia (bandiera) |       | Ripamonti             |
|    | Italia (bandiera) | D     | Italo Rossetto        |
|    | Italia (bandiera) |       | Saggese               |
|    | Italia (bandiera) | C     | Pietro Scandola       |
|    | Italia (bandiera) | A     | Fiorenzo Serina       |
|    | Italia (bandiera) | D     | Luciano Volpi         |
|    | Italia (bandiera) | C     | Giovanni Zanotti      |